# RS-491
Pour les articles homonymes, voir Route 491.
La RS 491 est une route locale du Nord-Ouest de l'État du Rio Grande do Sul, reliant les RS-126 et RS-331, depuis la municipalité de Marcelino Ramos, à la RS-406, sur le territoire de la même commune. Elle est longue de 24,4 km.